# 宿命 (Official髭男dismの曲)
「宿命」（しゅくめい）は、2019年7月31日にポニーキャニオンから発売された、日本のバンド・Official髭男dismの3作目のシングル。

## 概要
- 前作『Pretender』から2か月での発売となる[3]。
- 1枚目のシングル『ノーダウト』以来の紙ジャケット仕様で発売された。
- 初回生産版ではオリジナル楽譜が封入された。
- アレンジに蔦谷好位置が参加している。

## 収録内容
| 全作詞・作曲: 藤原聡、全編曲: 蔦谷好位置、Official髭男dism。 |                         |        |            |      |
| #                                                            | タイトル                | 作詞   | 作曲・編曲 | 時間 |
| 1.                                                           | 「宿命」                | 藤原聡 | 藤原聡     | 4:41 |
| 2.                                                           | 「宿命 (Instrumental)」 | 藤原聡 | 藤原聡     | 4:39 |
| 合計時間:                                                    | 合計時間:               | 9:20   |            |      |

## 参加アーティスト
- Arrangement: Koichi Tsutaya (agehasprings) & Official髭男dism
- Programming & All Other Instruments: Koichi Tsutaya (agehasprings)
- Trumpet: Atsuki Yumoto
- Musical instrument technician: Shota Kinebuchi (SOUND CREW)
- Produced by Koichi Tsutaya (agehasprings)
- Co-Operation: Kako Sekiguchi (agehasprings)
- Recorded & mixed by Masahito Komori
- Mastered by Randy Merrill (STERLING SOUND)

## タイアップ
宿命
2019 朝日放送テレビ夏の高校野球応援ソング・『熱闘甲子園』テーマソング
阪神電鉄甲子園駅列車接近メロディー（第101回全国高等学校野球選手権大会開催期間中限定）

## 収録アルバム
『Traveler』
#2 宿命

## ミュージック・ビデオ
2019年7月9日に公開。監督は新保拓人。アメリカ・ニューヨークで撮影された。

## チャート成績
2019年7月9日に先行配信された配信シングルのチャート成績。
- 2019年7月11日付の歌ネット注目度ランキングでは2位にランクインした。
- 2019年7月22日付のオリコン週間デジタルシングル（単曲）ランキングでは初動1万6829ダウンロードを売り上げ、週間1位にランクインした。同ランキングでの1位獲得は自身初。
- 2019年7月22日付のBillboard JAPANストリーミング・ソング・チャート“Streaming Songs”では1,848,180回再生され、週間6位にランクインした。
- 2019年7月22日付のBillboard JAPAN HOT100では週間7位にランクインした。
- 2019年7月22日付のBillboard JAPANダウンロード・ソング・チャート“Download Songs”では初動17,161ダウンロードを売り上げ、週間2位にランクインした。